# リン酸三カリウム
リン酸三カリウム（リンさんさんカリウム、英: Tripotassium phosphate）は化学式K3PO4で表される無機化合物。一カリウム、二カリウム同様食品添加物として使われるが、水溶液はpH11.5~12.5と、アルカリ性を示す。中華麺用かん水の原料、食肉製品・魚肉練り製品用結着剤、プロセスチーズ用乳化剤、醸造用添加物などの食品添加物として幅広く使用される。金属の表面処理、肥料、合成洗剤の洗浄助剤としての用途もあるが、河川や湖沼に過剰に流入すると富栄養化の原因ともなる。
カリウムとリン酸との反応で得られる。
{\displaystyle {\ce {{6K}+ 2H3PO4 -> {2K3PO4}+ 3H2}}}